# Île du Havre aux Maisons
Île du Havre aux Maisons es una de las islas del archipiélago de las islas de la Magdalena. Hay tres ciudades en el Havre-aux-Maisons: Cap-Rouge, Pointe-Basse y Dune-du-Sud.
En esta isla se encuentra el aeropuerto de Îles-de-la-Madeleine.
La isla alberga también el Centro de Investigación sobre los ambientes insulares y marítimos (por sus siglas en francés CERMIM), afiliado a la Universidad de Quebec en Rimouski. Havre-aux-Maisons formó un municipio por derecho propio hasta su fusión con otros municipios de las Islas Magdalena llamado Les Îles-de-la-Madeleine.

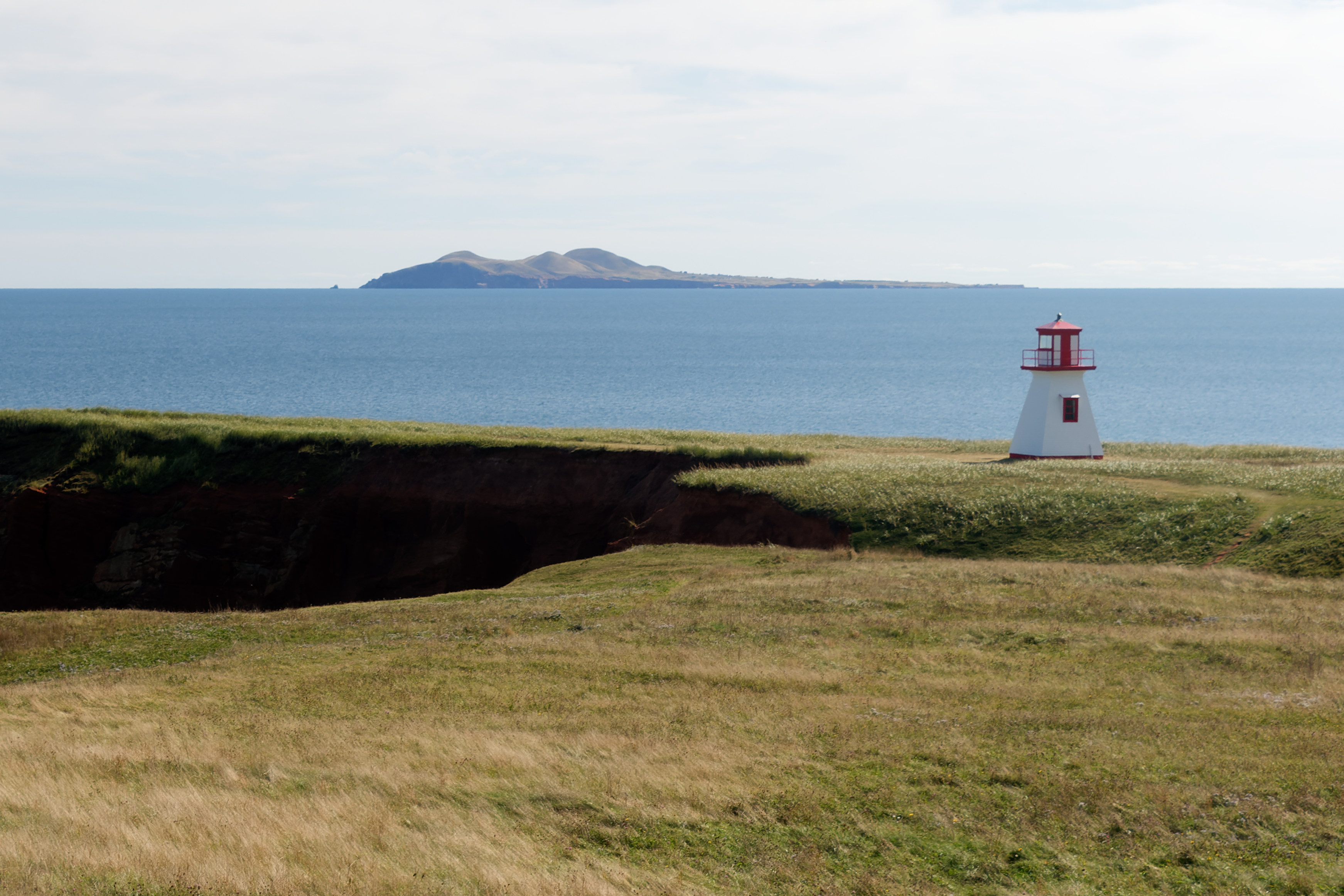
Cap Alright